# Seven Songs for Quartet and Chamber Orchestra
Albums de Gary Burton
The New Quartet
(1973) Hotel Hello
(1974)
Seven Songs For Quartet And Chamber Orchestra est un album du vibraphoniste de jazz américain Gary Burton enregistré en 1973 et commercialisé en 1974.

## Liste des titres
| No | Titre                            | Musique                     | Durée |
| -- | -------------------------------- | --------------------------- | ----- |
| 1. | Nocturne Vulgaire/Arise Her Eyes | Michael Gibbs/Steve Swallow | 9:27  |
| 2. | Throb                            | Michael Gibbs               | 5:27  |
| 3. | By Way Of A Preface              | Michael Gibbs               | 4:33  |
| 4. | Phases                           | Michael Gibbs               | 7:23  |
| 5. | The Rain Before It Falls         | Michael Gibbs               | 4:04  |
| 6. | Three                            | Michael Gibbs               | 6:12  |

## Musiciens
- Gary Burton – vibraphone
- Michael Goodrick – guitare
- Steve Swallow – guitare basse
- Ted Seibs – drums